# Маний Ацилий Глабрион (консул 154 года до н. э.)
Маний Ацилий Глабрион (лат. Manius Acilius Glabrio; умер после 154 года до н. э.) — римский политический деятель, консул 154 года до н. э.

## Биография
Маний принадлежал к незнатному плебейскому роду Ацилиев. Эпиграфические источники называют преномены его отца и деда — Маний и Гай соответственно. Маний-старший — это консул 191 года до н. э., «новый человек» и победитель царя Антиоха.
Первое упоминание о Мании-младшем относится к 181 году до н. э. В качестве дуумвира он построил в честь отца храм Благочестия (Пиетас) на Овощном рынке в Риме. Согласно легенде, храм был поставлен на месте дома женщины, которая спасла от голодной смерти свою мать, накормив её грудным молоком.
Стал эдилом в 166 г. до н. э. В 154 году до н. э. вместо погибшего консула Луция Постумия Альбина стал консулом-суффектом.